# Denethor
Pour l’article homonyme, voir Denethor Ier.
Denethor II est un personnage du légendaire de l'écrivain britannique J. R. R. Tolkien, apparaissant dans le troisième tome du roman Le Seigneur des anneaux, Le Retour du roi.
Il est le vingt-sixième Intendant souverain du royaume du Gondor, le père de Boromir et de Faramir. Il organise la résistance du Gondor contre les armées du Mordor, mais à cause de son utilisation du palantír de Minas Tirith, il se désespère de remporter la victoire. Ayant déjà perdu son fils Boromir, tué par des Uruk-hai, Denethor bascule dans la folie lorsque le corps de son fils Faramir, blessé au combat, lui est amené. Croyant son fils mort, il organise un bûcher dans lequel il se jette. Faramir est sauvé des flammes et lui succède en tant qu'Intendant sous le règne du roi retrouvé, Aragorn.
Le personnage apparaît tardivement dans l'écriture du Seigneur des anneaux et évolue assez peu. Il a souvent été analysé en opposition avec le personnage de Théoden, ou par les défauts qu'il représente, notamment l'orgueil. Il est présent dans nombre d'adaptations du livre.

## Histoire
Né en l'an 2930 du Troisième Âge, Denethor est le fils d'Ecthelion II, le vingt-cinquième Intendant souverain du Gondor, de la dernière branche des descendants de Húrin des Emyn Arnen, fondateur de la maison des Hurinionath. Le peuple lui préférait pour la succession un dénommé Thorongil, serviteur d'Ecthelion, qui était en vérité le roi légitime Aragorn, mais celui-ci quitta le royaume, laissant simplement en conseil à Ecthelion de se fier à Gandalf. Ecthelion décéda quatre années après, en 2984 T. Â., et Denethor (deuxième du nom) succéda à son père ; il épousa Finduilas de Dol Amroth en 2976 T. Â., qui lui donna deux fils, Boromir et Faramir avant de mourir jeune. Denethor ne se remaria jamais, et devint plus sombre et silencieux qu'auparavant.
Homme intelligent et capable, mais fier et trop sûr de lui, il osa regarder dans le palantír de Minas Tirith, et ce faisant, il fut manipulé par Sauron : contrairement à Saroumane, Denethor était trop fort pour pouvoir être corrompu directement ; mais l'effort le vieillit prématurément, et la vision qu'il eut de la force écrasante de Sauron le déprima grandement, vision exagérée par Sauron via le palantír. La mort de Boromir le déprima encore plus, et il devint encore plus sombre. Néanmoins, il continua de se battre contre Sauron avec toutes les ressources dont il disposait. Il ordonna à son fils Faramir d'aller défendre Osgiliath, qui obéit, malgré la réticence des différents commandants.
À l'approche de la bataille des Champs du Pelennor, Denethor ordonna l'allumage des feux d'alarme du Gondor pour avertir la population, et les forces furent appelées de toutes les provinces du Gondor. La population civile de Minas Tirith fut évacuée. Lorsque l'invasion sembla imminente, Denethor envoya la Flèche Rouge pour demander l'aide du Rohan. Lorsque les forces du Mordor, largement supérieures, encerclèrent la Cité Blanche, il perdit tout espoir. C'est alors qu'on lui ramena le corps inanimé de son fils, qui semblait mortellement blessé ; il perdit alors la raison, et il fit préparer un bûcher pour lui-même et Faramir.
Il prit la baguette blanche à pomme d'or, symbole de la surintendance, et la rompit sur son genou, puis en jeta les morceaux dans les flammes. Il se coucha alors sur le bûcher et mourut, gardant le palantír dans ses mains. Pippin, avec l'aide de Gandalf et du garde Beregond, l'empêcha de brûler Faramir. La régence passa à Faramir, qui resta assez longuement dans les Maisons de Guérison, puis qui fut fait prince d'Ithilien par Aragorn II Elessar.

## Caractère
Denethor est un homme intelligent et capable, fier, grand, vaillant et loyal. Il a été nommé d'après l'Elfe Denethor, chef des Nandor, mort au Premier Âge. Ce nom pourrait signifier « souple et mince ».
Il n'est qu'Intendant du Gondor : il a prêté serment de maintenir la loi dans la cité jusqu'au retour du roi ; il est cependant de grande lignée, dernier descendant d'Húrin Ier de sa génération. Gandalf le décrit à Pippin en l'opposant à Théoden : alors que ce dernier est un « vieillard bienveillant », Denethor est pour lui « d'une autre sorte, fier et subtil, plus puissant » ; à Pippin, il donne l'impression d'être une sorte de magicien, plus même que Gandalf lui-même, paraît plus loyal, plus beau et plus puissant, ainsi que plus âgé.
Il est cependant trop fier et orgueilleux, et trop attaché à son semblant de pouvoir. On apprend ainsi qu'il s'est cru capable de se servir correctement du palantír ; bien que n'étant pas, à l'inverse de Saroumane, tombé sous l'emprise directe de Sauron, ce dernier arrive à le tromper en lui offrant des visions exagérées de sa puissance : dans l'appendice B, on comprend que Sauron lui a fait croire être en possession de l'Anneau Unique. Cela finit par l'abattre, alors qu'il était déjà soucieux de voir en Gandalf l'annonceur du retour du roi (que Denethor ne reconnaît pas, à l'inverse de son fils Faramir), et qu'il a perdu son fils favori Boromir (il aurait préféré perdre Faramir).

## Création et évolution
Au début de la rédaction du Seigneur des anneaux, Tolkien n'a encore qu'une idée très floue de la trame que suivra son roman. Ainsi, le Gondor et son histoire n'apparaissent que progressivement, au fil des réécritures. Lorsque Boromir apparaît, dans les brouillons du chapitre « Le Conseil d'Elrond », il est dit être le fils du « roi d'Ond ». Ce n'est que plus tard qu'il devient le fils du « seigneur Denethor », dans les brouillons du chapitre « La Dissolution de la Communauté ». Contrairement à son habitude, Tolkien n'hésite guère au moment de nommer le personnage, dont le nom de Denethor est fixé dès qu'il est introduit dans le récit.
Les Intendants du Gondor apparaissent dans les brouillons du chapitre « Faramir » ; Denethor n'était jusqu'alors que « le seigneur de la Tour de garde ». Les brouillons du Livre V montrent que le personnage de Denethor n'a guère subi d'évolution dans son caractère ou ses lignes de dialogue, hormis en ce qui concerne son sort final : en effet, Tolkien envisage tout d'abord qu'il survive à la journée de la bataille des champs du Pelennor. Il rencontre donc Aragorn, et se montre « froid et suspicieux et d'une fausse courtoisie », refusant d'abandonner sa charge et de reconnaître le roi revenu. Toutefois, la version finale de l'histoire, avec son suicide dans les flammes du bûcher qu'il s'est allumé, est atteinte rapidement dans les brouillons des chapitres « Le Siège de Gondor » et « Le Bûcher de Denethor ».

## Critique et analyse
Le personnage de Denethor, oscillant entre orgueil et manque d'espoir, a été souvent analysé.

### Les vices: l'orgueil, l'amour du pouvoir
Ce qui caractérise le Denethor que l'on croise au tout début du Retour du roi est son orgueil et son égoïsme. Il sert le Gondor, mais ne veut le voir commandé par aucun autre que ceux de sa lignée, et seulement par ceux qu'il juge capables de régner ; c'est ainsi qu'il regrette la mort de Boromir, au potentiel tout aussi tyrannique et qui a hérité de l'orgueil de la lignée des Númenóréens, disant explicitement qu'il aurait préféré voir Faramir se faire tuer à la place. On le découvre jaloux des exploits de son fils, réticent à demander l'aide du Rohan, et suspicieux par rapport à Gandalf.
Denethor pèche par orgueil en se croyant capable de maîtriser le palantír, et donc de détenir la vérité. Sauron, bien qu'il n'arrive pas à le dominer, arrive cependant à le faire chuter. Pour Denethor, la « fausse vérité s'est révélée pire pour lui que son absence ». C'est justement la découverte de la vérité qui le pousse au suicide : tout comme Lady Macbeth dans le Macbeth de Shakespeare, Denethor devient fou lorsqu'il se rend compte qu'il n'a pas de droit sur le trône, et qu'il sera incapable de conserver son pouvoir.
Tout comme Saroumane, Denethor est puissant, tente de lutter contre Sauron avec ses propres forces, et à force de chercher à comprendre l'ennemi finit par se faire influencer par lui.

### Opposition avec Théoden: l'abandon et le suicide
Théoden et Denethor forment un couple de personnages assez travaillés, et c'est par comparaison avec Théoden que Gandalf décrit Denethor à Pippin. Les deux dirigeants tombent tous les deux sous l'influence d'un ennemi — Théoden sous celle de Saroumane via son serviteur Gríma et Denethor sous celle de Sauron par le palantír —, perdent un fils — Théodred pour Théoden et Boromir pour Denethor —, chacun se retrouve avec un Hobbit sous son commandement — Merry pense trouver auprès de Théoden l'amour d'un père, tandis que Pippin se met au service de Denethor pour excuser la mort de Boromir ; les deux Hobbits formaient eux-mêmes un couple de personnages —, et tous deux meurent au cours de la bataille des Champs du Pelennor en laissant un proche : Éowyn pour Théoden et Faramir pour Denethor, qui se marient après s'être rencontrés dans les Maisons de Guérison. De plus, les noms des deux dirigeants sont inversés : Théo-den et Dene-thor,.
Cependant, les deux dirigeants ont un fonctionnement opposé : Théoden accepte de changer, quand Denethor s'y refuse. Denethor échoue à être un bon père comme à bien diriger, car il manque trop facilement d'espoir. Dans le Rohan, l'obéissance à Théoden est basée sur l'affection ; Denethor au Gondor l'impose, y compris à ses propres fils. Si les deux personnages s'opposent avec orgueil à Gandalf lors de leur rencontre avec le magicien, Théoden ne le fait que sous l'influence de son conseiller Gríma, tandis que Denethor a cédé à l'attrait du pouvoir suggéré par le palantír. La fin des deux dirigeants n'est pas identique : alors que Théoden part dignement au combat et y meurt, Denethor abandonne tout espoir et se suicide, en essayant d'amener tout ce qu'il considère lui appartenir dans la mort : la baguette blanche à la pomme d'or des surintendants du Gondor, le palantír, et même son dernier fils Faramir. Cela fait de Denethor l'une des rares personnes de l'œuvre de J. R. R. Tolkien à commettre un suicide ; lorsque Gandalf essaye de l'en dissuader, il utilise des arguments purement chrétiens.

### Rapprochements
Le suicide désespéré de Denethor rappelle celui de Hildeburh (en) dans l'épopée anglo-saxonne Beowulf. D'autres auteurs ont essayé de rapprocher Denethor de la littérature médiévale, en comparant par exemple son rapport à Boromir à la Chanson de Roland, où l'on peut voir la fin annoncée d'un roi, Charlemagne, par la mort d'un de ses proches, son neveu Roland. Dans les autres rapprochements faits, on trouve la Didon de l'Énéide de Virgile.

## Adaptations

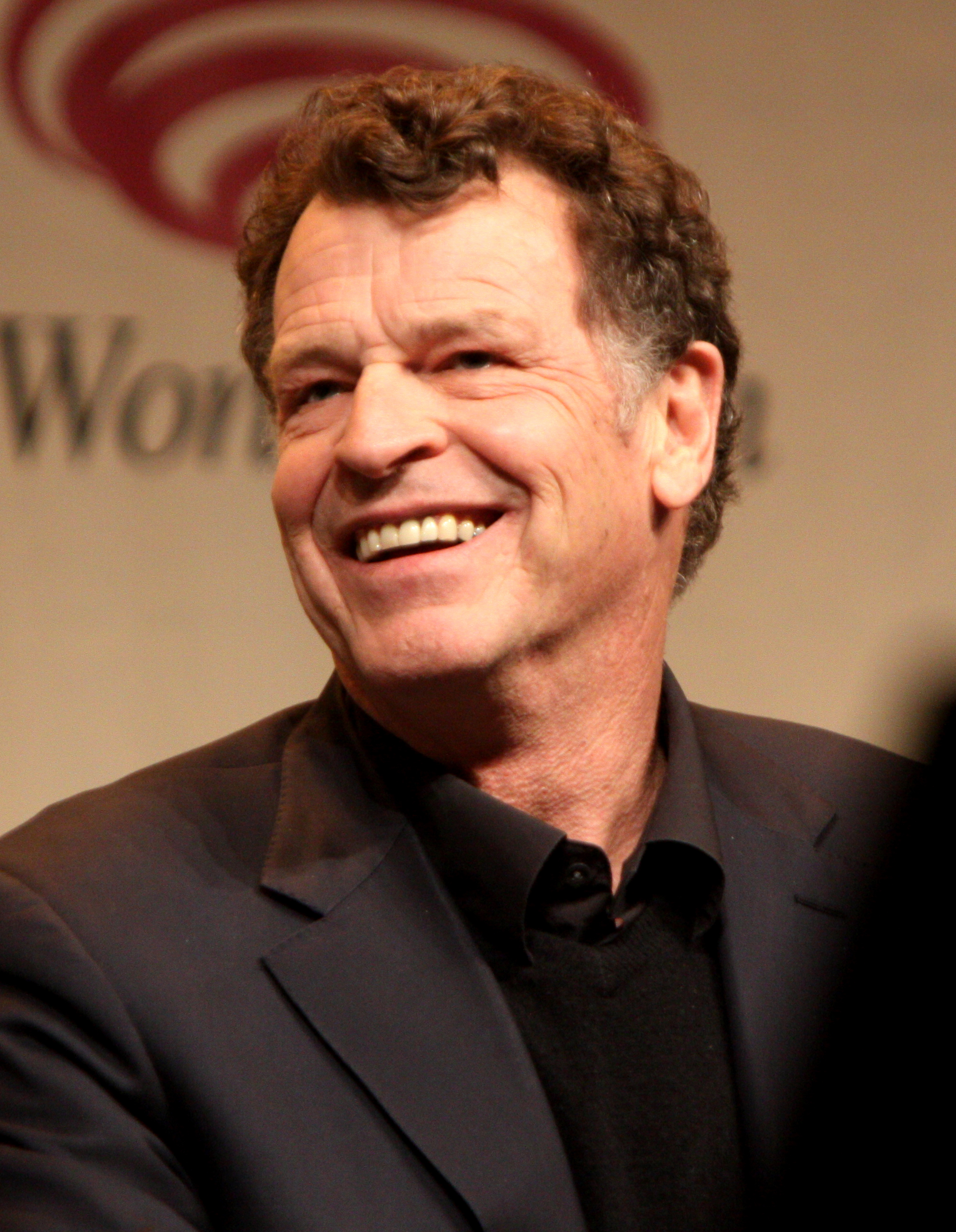
John Noble interprète Denethor dans la trilogie de Peter Jackson.

Denethor n'a pas de voix attitrée dans le film d'animation de 1978 adapté du Seigneur des anneaux par Ralph Bakshi.
Dans le dessin animé de 1980 The Return of the King de Jules Bass et Arthur Rankin Jr., peu de personnages sont crédités ; Denethor est doublé par l'acteur William Conrad, alors âgé de soixante ans et ancien habitué d'émissions radiophoniques.
Dans l'adaptation radiophonique américaine de 1979, Tom Luce, qui double également Aragorn et Sylvebarbe, prête sa voix au personnage de Denethor, tandis que dans l'adaptation radiophonique diffusée sur la BBC Radio 4 en 1981, Denethor est doublé par l'acteur Peter Vaughn.
Dans la trilogie cinématographique de Peter Jackson, sortie entre 2001 et 2003, Denethor est interprété par John Noble. Il apparaît dans une scène de la version longue des Deux Tours de 2002 et dans le troisième film Le Retour du roi. Il y joue un rôle assez différent de celui du roman ; les commentaires du DVD expliquent qu'il a un rôle de personnage tragique dans une pièce de Shakespeare. Il refuse d'allumer les phares du Gondor pour appeler à l'aide le Rohan (Gandalf envoie Pippin le faire). Il préfère ouvertement son fils décédé Boromir à celui restant Faramir, qu'il envoie pour une mission suicidaire reprendre Osgiliath (dans le roman, cette mission a une nécessité militaire). Il appelle les défenseurs de la ville à fuir en voyant arriver l'armée de Sauron, mais Gandalf prend le commandement de la défense. Par la suite, on le voit en feu se jeter du haut de la citadelle, un des derniers changements apportés.
Denethor a aussi inspiré les dessinateurs, comme Anke Katrin Eissmann, qui représente son désespoir devant la blessure de Faramir, et son suicide, ou encore Catherine Karina Chmiel.
Games Workshop a créé une figurine de Denethor pour son jeu de bataille.